# Stay in the Shade
Stay in the Shade är en EP av José González släppt 2005.

## Låtlista
1. "Stay in the Shade" - 2:46
2. "Down the Hillside" - 2:20
3. "Sensing Owls" - 3:13
4. "Hand on Your Heart" - 3:49
5. "Instr." - 6:14